# Yannick Arroyo
Pas d'image ? Cliquez ici

a Compétitions nationales et continentales officielles uniquement.

Dernière mise à jour le 1 mai 2025.
Yannick Arroyo, né le 18 décembre 1998 à Montpellier (Hérault), est un joueur français de rugby à XV, jouant au poste de pilier à l'AS Béziers.

## Biographie
Formé à l'école de rugby de Mauguio, Yannick Arroyo fait ses classes dans les catégories jeunes du MHR avant d'être prêté pour une saison à l'AS Béziers en juin 2019. Il y obtient du temps de jeu et acquiert de l'expérience, avant de revenir dans le club montpelliérain. Puis, il est de nouveau prêté à Béziers durant la saison 2022-2023.
Après son second prêt, il s'engage définitivement avec l'AS Béziers, signant un contrat de deux ans. Il est alors en concurrence au poste de pilier droit avec Jon Zabala, Marco Trauth, prêté par le Stade toulousain, et le Sud-africain John Henry Fincham.

## Palmarès
Néant